# Торрико, Марсело
Марсело Эрнесто Торрико Теран (исп. Marcelo Ernesto Torrico Terán; род. 11 января 1972, Кочабамба) — боливийский футболист, вратарь.

## Карьера

### Клубная карьера
Во взрослом футболе дебютировал в 1992 году в клубе «Стронгест», где провёл большую часть своей карьеры. Всего с составе клуба принял участие в 66 матчах.
В 1997 году стал игроком клуба «Хорхе Вильстерманн», где сыграл в 23 матчах, завершив карьеру в 1999 году.

### Карьера в сборной
В 1993 году дебютировал в официальных матчах в составе национальной сборной Боливии. В составе команды играх на Кубках Америки 1993 и 1995 годов, а также на чемпионате мира 1994 года в США.
Всего в составе сборной принял участие в двух матчах.